# Sułów
Sułów è un comune rurale polacco del distretto di Zamość, nel voivodato di Lublino.
Ricopre una superficie di 93,48 km² e nel 2004 contava 5 206 abitanti.